# Tête Carrée
Ne doit pas être confondu avec La Tête au carré.
La Tête Carrée est une sculpture habitable qui abrite les locaux administratifs de la bibliothèque municipale à vocation régionale (BMVR) de Nice, en France,.

## Description
La Tête Carrée est une sculpture monumentale de 30 m de haut. Elle est constituée d'une partie cubique de 14 m de côté abritant les bureaux de la bibliothèque Louis-Nucéra sur sept étages, soutenue par le bas d'un buste gigantesque en aluminium tendu sur des membrures, composé de trous de quatre millimètres de côté, sablé pour obtenir un effet mat, de couleur gris pâle afin de s’harmoniser avec les parois de marbre du MAMAC. Ce buste est tronqué au niveau de la bouche.

## Localisation
L'édifice est situé à l'angle nord de la Promenade des Arts, au croisement de l'avenue Saint-Jean-Baptiste et de la traverse Barla.

## Historique
En 1996, la Ville de Nice lance un concours d'architecture pour la création d'une bibliothèque centrale dans la Promenade des Arts. Yves Bayard propose d'installer les locaux administratifs de la bibliothèque dans une « sculpture monumentale habitée ». Inspirée du modèle de La Tête Carrée de Sacha Sosno, sur une inspiration libre d'A-S Ponthieu, le projet de l'architecte Yves Bayard associé à Francis Chapus et avec l'accord du sculpteur, est lauréat du concours. L'édifice est inauguré le 29 juin 2002. Son éclairage nocturne est confié à Yann Kersalé.